# Akysidae
Famille
Les Akysidés (Akysidae) sont une famille de poissons-chats (ordre des Siluriformes) répandus en Asie du Sud-Est.

## Répartition et habitat
Ils vivent en eaux douces. La sous-famille des Parakysinae est surtout représentée dans la péninsule Malaise, à Sumatra au Sarawak, ainsi que dans l'ouest et le sud de Bornéo.

## Taxonomie
La famille comporte au moins 42 espèces, réparties dans 5 genres. La plupart sont de description récente.

## Description
Ce sont de petits poissons possédant une coloration mimétique.

## Liste des genres
Sous-famille Akysinae
- Akysis
- Pseudobagarius

Sous-famille Parakysinae
- Acrochordonichthys
- Breitensteinia
- Parakysis